# Assmaa Niang
Assmaa Niang (in arabo أسماء نيانغ‎?; Parigi, 4 gennaio 1983) è una judoka marocchina.
Nel 2016 ha partecipato ai Giochi della XXXI Olimpiade venendo eliminata al primo turno dalla brasiliana Maria Portela.

## Palmarès
- Campionati africani

Agadir 2012: bronzo nei -70kg;
Maputo 2013: oro nei -70kg;
Port Louis 2014: bronzo nei -70kg;
Libreville 2015: argento nei -70kg;
Tunisi 2016: oro nei -70kg;
Antananarivo 2017: oro nei -70kg;
Tunisi 2018: oro nei -70kg.
- Campionati mondiali under 21

Lubiana 2013: bronzo nei -66kg

### Vittorie nel circuito IJF
| Data             | Località   | Paese    | Categoria |
| ---------------- | ---------- | -------- | --------- |
| 22 febbraio 2014 | Düsseldorf | Germania | Gran Prix |
| 9 marzo 2018     | Agadir     | Marocco  | Gran Prix |